# Таловая (станция)
Та́ловая — узловая железнодорожная станция Лискинского региона Юго-Восточной железной дороги, в Таловском районе Воронежской области. Расположена на двухпутном участке Лиски — Поворино Нижегородско-Харьковского хода, электрифицированному на переменном токе напряжением25 кВ. Имеется однопутное ответвление на тепловозной тяге до станций Калач, Павловск-Воронежский.

## Деятельность
На станции осуществляются:
- продажа пассажирских билетов;
- приём и выдача багажа;
- приём и выдача грузов повагонными и мелкими отправками (имеются подъездные пути, открытые площадки и крытые склады).

## История

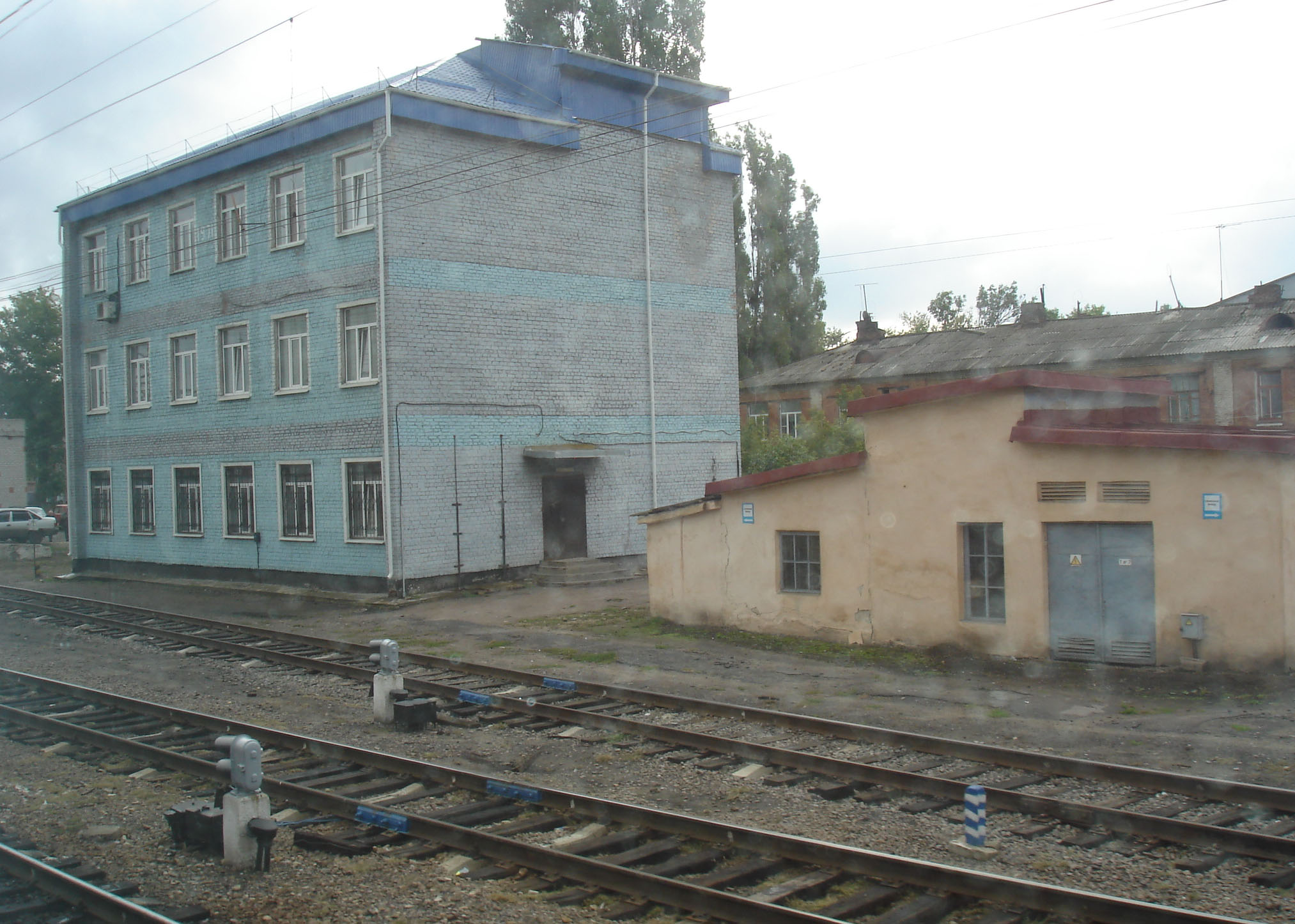
Станционное здание

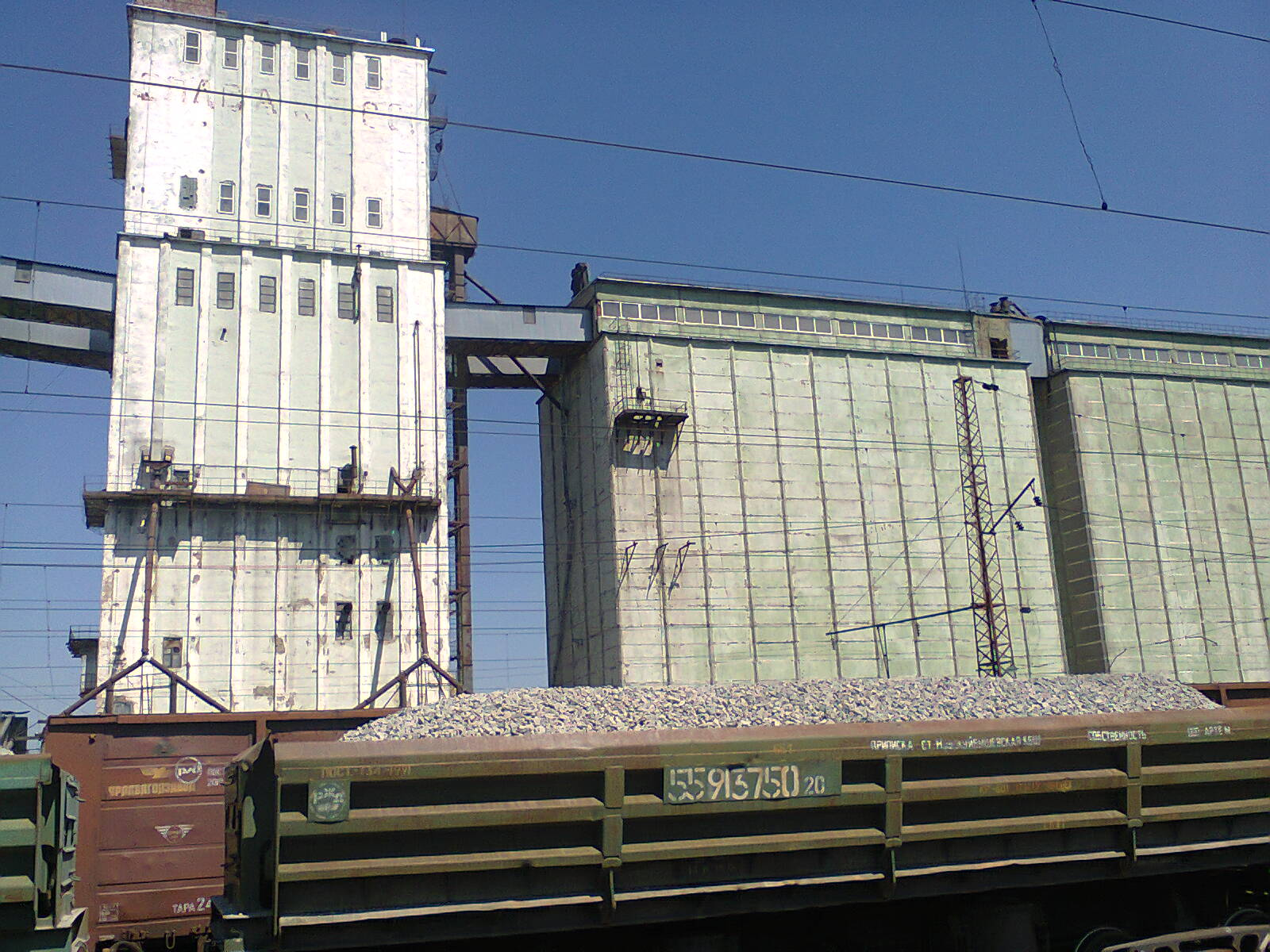
Здание элеватора

Во время установления отношений России с отдалённым Востоком было принято решение о строительстве новой железной дороги в этом направлении. В план строительства входила железнодорожная линия от Харькова до Балашова протяжённостью 600 вёрст. При её возведении строились станции и полустанки.
В 1892 году на этом ходу была заложена станция Таловая. Станция получила своё название от балки и небольшой речки, протекающей по ней, по берегам которой были заросли тальника, кустарникового растения. К середине 1895 года участок протяжённостью от Лисок до Поворина, был сдан в эксплуатацию.

## Дальнее следование по станции
По графику 2024/2027 годов через станцию курсируют следующие поезда дальнего следования:

### Круглогодичное движение поездов
| № поезда    | Маршрут движения            | № поезда    | Маршрут движения            |
| ----------- | --------------------------- | ----------- | --------------------------- |
| 75 «Таврия» | Омск — Симферополь          | 76 «Таврия» | Симферополь — Омск          |
| 111         | Орск — Кисловодск           | 112         | Кисловодск — Орск           |
| 115         | Томск — Адлер               | 116         | Адлер — Томск               |
| 117         | Самара — Адлер              | 118         | Адлер — Самара              |
| 139         | Барнаул — Адлер             | 140         | Адлер — Барнаул             |
| 309         | Воркута — Адлер             | 310         | Адлер — Воркута             |
| 311         | Воркута — Новороссийск      | 312         | Новороссийск — Воркута      |
| 325         | Пермь — Новороссийск        | 326         | Новороссийск — Пермь        |
| 335         | Екатеринбург — Новороссийск | 336         | Новороссийск — Екатеринбург |

### Сезонное движение поездов
| № поезда | Маршрут движения                              | № поезда | Маршрут движения                              |
| -------- | --------------------------------------------- | -------- | --------------------------------------------- |
| 203      | Томск — Анапа                                 | 204      | Анапа — Томск                                 |
| 233      | Екатеринбург — Имеретинский курорт            | 234      | Имеретинский курорт — Екатеринбург            |
| 289      | Екатеринбург — Анапа                          | 290      | Анапа — Екатеринург                           |
| 473      | Самара — Анапа                                | 474      | Анапа — Самара                                |
| 475      | Казань — Имеретинский курорт                  | 476      | Имеретинский курорт — Казань                  |
| 487      | Самара — Сухум                                | 488      | Сухум — Самара                                |
| 501      | Киров — Анапа                                 | 502      | Анапа — Киров                                 |
| 507      | Ижевск — Новороссийск                         | 508      | Новороссийск — Ижевск                         |
| 549      | Тольятти — Адлер                              | 550      | Адлер — Тольятти                              |
| 583      | Казань — Анапа                                | 584      | Анапа — Казань                                |
| 587      | Москва — Имеретинский курорт                  | 588      | Имеретинский курорт — Москва                  |
| 591      | Приобье — Пермь — Анапа                       | 592      | Анапа — Пермь — Приобье                       |
| 595      | Новый Уренгой — Тюмень — Екатеринбург — Анапа | 596      | Анапа — Екатеринбург — Тюмень — Новый Уренгой |